# Quinta Internacional

Logo propuesto para la Quinta Internacional

La expresión Quinta Internacional se refiere a los esfuerzos de varios grupos socialistas de diversos países del mundo, sobre todo en los años que siguieron al colapso de la URSS, para crear una nueva asociación internacional de trabajadores.

## Internacionales precedentes
- Primera Internacional: Conocida como Asociación Internacional de Trabajadores (AIT), fue fundada en Londres en 1864 y disuelta en 1876.
- Segunda Internacional: Fue fundada en 1889, tras la expulsión de los anarquistas de la Primera, y disuelta en 1916, cuando muchos partidos socialistas apoyaron la participación de sus países en la Primera Guerra Mundial.
- Tercera Internacional: Conocida como Internacional Comunista o Komintern, fue fundada por Lenin en 1919, tras el fracaso de la Segunda, y disuelta por Stalin en 1943 debido a la Segunda Guerra Mundial.
- Cuarta Internacional: Fundada en 1938 por León Trotski, en oposición al estalinismo. El revolucionario ucraniano consideraba que la Komintern era "irrecuperable", pues había sido corrompida por la "burocracia estalinista" de la Unión Soviética. La Cuarta Internacional fue disuelta oficialmente en 1953, el mismo año de la muerte de Stalin y trece años después del asesinato de Trotski en México. No obstante, aún quedan varios grupos trotskistas que se proclaman "herederos" de la Cuarta Internacional.

## Defensores de la Quinta Internacional
En noviembre de 1938, apenas dos meses después de la fundación de la Cuarta Internacional, siete miembros del español Partido Obrero de Unificación Marxista (POUM) procesados en Barcelona por las autoridades republicanas durante la Guerra Civil Española declararon su apoyo a "la lucha por una Quinta Internacional", según un artículo de la revista Time publicado poco después del juicio. El argentino Liborio Justo, más conocido como "Quebracho", defendió la creación de una Quinta Internacional tras su ruptura con el trotskismo en 1941.
Otro llamamiento a constituir la Quinta Internacional fue llevado a cabo por el político, economista y filósofo  estadounidense Lyndon LaRouche en 1965. En aquellos años, LaRouche estaba situado ideológicamente en el trotskismo. Más tarde, en 1994, un grupúsculo trotskista del Reino Unido declaró constituida la Quinta Internacional.
En 2009, el mandatario venezolano Hugo Chávez propuso en Caracas la creación de una Quinta Internacional.

## Detractores de la Quinta Internacional
El Movimiento Comunista Internacional, quienes antes de su disolución eran parte de la Internacional Comunista no son partidarios de una Quinta Internacional ya que no reconocen la Cuarta Internacional como expresión del movimiento revolucionario.

## Implantación
Según su página web, la Liga por la Quinta Internacional cuenta con secciones nacionales en Austria, Brasil, el Reino Unido, la República Checa, Francia, Alemania, Pakistán, Sri Lanka, Suecia y Estados Unidos. Asimismo, cuentan con un grupo de simpatizantes en Rusia.